# Арицано
Арица̀но (на италиански: Arizzano, на местен диалект: Riscian, Ришан) е село и община в Северна Италия, провинция Вербано-Кузио-Осола, регион Пиемонт. Разположено е на 458 m надморска височина. Населението на общината е 2080 души (към 2010 г.).